# Funció de Txebixov

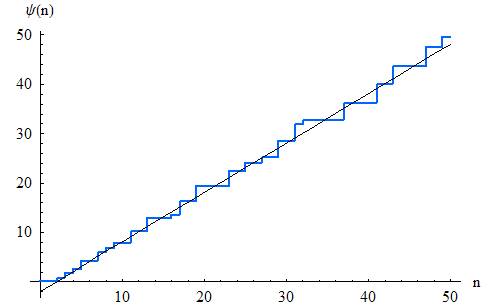
La funció ψ(x), amb x < 50.

En matemàtiques, la funció de Txebixov és una funció escalar (funció Tchebycheff) o una de les dues funcions relacionades. La primera funció de Txebixov ϑ(x) o θ(x) ve donada per
{\displaystyle \vartheta (x)=\sum _{p\leq x}\ln p}
on {\displaystyle \ln } denota el logaritme natural, amb la suma que s'estén per tots els nombres primers p que són menors o iguals a x.
La segona funció de Txebixov ψ(x) es defineix de manera similar, amb la suma que s'estén per totes les potències primeres que no superen x{\displaystyle \psi (x)=\sum _{k\in \mathbb {N} }\sum _{p^{k}\leq x}\ln p=\sum _{n\leq x}\Lambda (n)=\sum _{p\leq x}\left\lfloor \log _{p}x\right\rfloor \ln p,}
on Λ és la funció de von Mangoldt. Les funcions de Txebixev, especialment la segona ψ(x), s'utilitzen sovint en demostracions relacionades amb nombres primers, perquè normalment és més senzill treballar amb elles que amb la funció de recompte primers, π(x). Les dues funcions de Txebixov són asimptòtiques x, enunciat equivalent al teorema dels nombres primers.
La funció Tchebycheff, la funció d' utilitat de Txebixov o la funció escalaritzadora de Tchebycheff ponderada s'utilitza quan s'han de minimitzar diverses funcions i es volen "escalaritzar" a una única funció: {\displaystyle f_{Tchb}(x,w)=\max _{i}w_{i}f_{i}(x).}Minimitzant aquesta funció per a diferents valors de {\displaystyle w}, s'obté tots els punts d'un front de Pareto, fins i tot a les parts no convexes. Sovint les funcions a minimitzar no ho són {\displaystyle f_{i}} però {\displaystyle |f_{i}-z_{i}^{*}|} per a alguns escalars {\displaystyle z_{i}^{*}}. Aleshores {\displaystyle f_{Tchb}(x,w)=\max _{i}w_{i}|f_{i}(x)-z_{i}^{*}|.}
Les tres funcions reben el seu nom en honor de Pafnuti Txebixov.